# 老木乡
老木乡，是中华人民共和国四川省南充市仪陇县曾经下辖的一个乡。2019年9月，撤销老木乡，将其所属行政区域划归观紫镇管辖。

## 行政区划
老木乡撤销前下辖以下地区：
民生村、金都村、长远村、大兴村、苏坪村、字库村、文武村、双全村和霖水村。